# 2010년 FIFA 월드컵 아프리카 지역 1차 예선
2010년 FIFA 월드컵 아프리카 지역 1차 예선은 아프리카 축구 연맹에 속한 팀 중 FIFA 랭킹이 낮은 6개 팀이 2차 예선 진출을 가리기 위해 진행된다.

## 참가국
FIFA 랭킹은 2007년 7월 기준.
| - 스와질란드 (147위) - 세이셸 (150위) - 시에라리온 (161위) - 마다가스카르 (167위) - 코모로 (182위) | - 중앙아프리카 공화국 (185위) - 기니비사우 (188위) - 소말리아 (192위) - 지부티 (199위) - 상투메 프린시페 (199위) |

### 대진표
대진표는 다음과 같다.
| 팀 1            | 팀 2                |
| --------------- | ------------------- |
| 마다가스카르    | 코모로              |
| 소말리아        | 스와질란드          |
| 상투메 프린시페 | 중앙아프리카 공화국 |
| 시에라리온      | 기니비사우          |
| 세이셸          | 지부티              |

상투메 프린시페와 중앙아프리카 공화국은 서로 간의 경기를 치르려고 하였으나, 두 팀 모두 예선이 시작하기 전에 기권하였다. 따라서, 1차 예선 참가국 중 FIFA 랭킹이 높은 스와질란드와 세이셸은 2차 예선에 바로 진출하였고, 이에 따라 이들이 각각 경기를 치를려고 했던 소말리아와 지부티가 경기를 하게 되었다.

## 경기 결과
| 팀 1         | 합계   | 팀 2       | 1차전 | 2차전 |
| ------------ | ------ | ---------- | ----- | ----- |
| 마다가스카르 | 10 - 2 | 코모로     | 6 - 2 | 4 - 0 |
| 소말리아     | 0 - 1  | 지부티     | 없음  | 0 - 1 |
| 시에라리온   | 1 - 0  | 기니비사우 | 1 - 0 | 0 - 0 |

### 1경기
| 마다가스카르 | 6 - 2 | 코모로 |
| ------------ | ----- | ------ |
|              |       |        |

| 코모로 | 0 - 4 | 마다가스카르 |
| ------ | ----- | ------------ |
|        |       |              |

 마다가스카르가 합계 10-2로 2차 예선에 진출하였다.

### 2경기
| 지부티 | 1 - 0 | 소말리아 |
| ------ | ----- | -------- |
|        |       |          |

- 지부티와 소말리아의 경기는 소말리아 내전으로 인하여 지부티에서 단판 승부로 치렀다.

 지부티가 합계 1-0으로 2차 예선에 진출하였다.

### 3경기
| 시에라리온 | 1 - 0 | 기니비사우 |
| ---------- | ----- | ---------- |
|            |       |            |

| 기니비사우 | 0 - 0 | 시에라리온 |
| ---------- | ----- | ---------- |
|            |       |            |

 시에라리온이 합계 1-0으로 2차 예선에 진출하였다.